# 澳門特別行政區成立二十周年紀念
澳門特別行政區成立二十周年紀念是澳門特別行政區在2019年至2020年初為慶祝回歸中華人民共和國二十周年而舉行的一系列活動。

## 籌備工作
2019年2月27日，《澳門特別行政區公報》刊登第23/2019號行政長官批示，設立跨部門工作小組，跟進及支援澳門特別行政區成立二十週年慶祝活動的籌備和執行工作。為慶祝澳門特區成立二十週年，特區政府必須籌劃及開展一系列慶祝活動。為妥善管理和協調籌辦慶祝活動所需的人力、技術和物力資源，因此設立一工作小組，由行政長官辦公室主任柯嵐協調，成員共有十一人，包括：新聞局局長陳致平、澳門基金會行政委員會主席吳志良、禮賓公關外事辦公室主任李月梅、市政署市政管理委員會主席戴祖義、財政局局長容光亮、治安警察局局長梁文昌、文化局局長穆欣欣、警察總局局長助理吳錦華、行政長官辦公室顧問沈夷佳、保安司司長辦公室顧問何浩瀚及社會文化司司長辦公室顧問林曉白。經協調員建議，部門可以徵用或派駐方式提供人員予工作小組。參與籌備及開展活動的公共部門及機構，支付屬於其權限範疇的活動開支。澳門特別行政區行政長官辦公室將向工作小組提供運作所需的行政、技術及後勤支援，其他負擔則由財政局調撥款項支付。

## 主題曲
2019年4月22日，澳門音樂產業協會計劃推出歌曲紀念澳門特別行政區成立20周年，命名為《蓮成一家》，並將拍攝成音樂錄像發布。歌曲以流行風格為主，並以團體方式進行合唱，歌曲會由澳門歌手領唱，並打算邀請護士、警察和學生等25個界別派出代表參與合唱，總參與人數約500人，歌曲同時推出手語版本，項目計劃在澳門及北京兩地同時舉辦發佈會作發佈。
2019年9月4日，《蓮成一家》澳門回歸主題曲發布會於澳門回歸賀禮陳列館舉行。
《蓮成一家》歌曲由2019年2月起籌備，先後於5至7月進行歌曲製作及MV拍攝，音樂短片於9月4日在澳門發佈，同時計劃在同年10月12日於北京市發佈。據介紹歌曲以記載著每個年代不同的事情，歌曲亦會勾起當時的情景及情懷，希望藉回歸20周年，製作屬於澳門的主題曲，紀錄澳門回歸20年來的發展及心路歷程，透過音樂將不同行業串連起來成為一家人，寓意澳門回歸後與祖國連成一家，連成一體。歌曲邀請到澳門歌手和不同行業代表合作拍攝，包括學生、職員、公務人員等，匯聚澳門社會不同階層，從多種視角展現澳門回歸20年來發展成就和澳門同胞的家國情懷，通過各行各業代表參與，呈現「蓮花寶地」澳門欣欣向榮景象和多元社會文化。。
- 作詞：龍世傑、李海鷹
- 作曲、編曲：蘇耀光、潘君保
- 監製：蘇耀光、潘君保、林進一
- 導演：勞嘉濠
- 領唱：崔靖林、龍世傑、陳慧敏、彭永琛、杜俊瑋、古卓文、MFM、澳門各行各業代表

## 國家領導人視察澳門
2019年12月14日，新華社發出新聞稿，指中共中央總書記習近平將出席慶祝澳門回歸祖國20周年大會暨澳門特別行政區第五屆政府就職典禮，並視察澳門特別行政區。
2019年12月17日，澳門特別行政區政府官方傳媒機構新聞局宣佈有關消息。
2019年12月18日下午4時，中共中央總書記、國家主席、中央軍委主席習近平率領中央政府代表團乘坐專機抵達澳門國際機場，行政長官崔世安、侯任行政長官賀一誠、全國政協副主席何厚鏵及澳門中聯辦主任傅自應等在場迎接並舉行歡迎儀式。
2019年12月20日下午，中共中央總書記、國家主席、中央軍委主席習近平圓滿結束在澳門的各項活動，從澳門乘專機返回北京。澳門特別行政區政府於澳門國際機場舉行歡送儀式，新上任的行政長官賀一誠、已卸任的行政長官崔世安、全國政協副主席何厚鏵及澳門特區政府主要官員出席。

## 回歸期間重大慶祝活動（由澳門特別行政區政府主辦）

### 文藝晚會
慶祝澳門回歸祖國20周年文藝晚會於2019年12月19日晚上8時在澳門東亞運動會體育館舉行，主題為“濠江情‧中國心”，中共中央總書記、國家主席、中央軍委主席習近平觀看演出，澳門特別行政區政府第四屆和第五屆行政長官和所有官員均出席。
演出以《南粵舞獅》作開幕式，再以一曲《我和我的祖國》為文藝晚會拉開帷幕。整個晚會將澳門不同年代裡別具象徵意義的著名建築、文化特色、節慶盛事和人物故事，透過兩岸四地的歌手、藝術團體及民間社團，以音樂、歌唱、舞蹈及武術等表演來呈現，以精彩多元的舞台演出，與嘉賓和觀眾一起見證這份 “濠江情‧中國心”。表演節目尾聲，習近平在行政長官崔世安、候任行政長官賀一誠的陪同下走上舞台接見演職人員，並與全場觀眾大合唱《歌唱祖國》，在歌聲中，長70分鐘的文藝晚會宣告結束。

### 升旗儀式
2019年12月20日上午8時，澳门特别行政区於金蓮花廣場隆重举行升旗仪式。第五任行政长官贺一诚、中央政府驻澳门联络办公室主任傅自应、外交部驻澳门特派员公署特派员沈蓓莉、解放军驻澳门部队司令员徐良才和政委孙文举，及特区政府主要官员，与澳门各界人士约700人一同观礼。

### 慶祝大會暨第五屆就職典禮
慶祝澳門回歸祖國20周年大會暨澳門特別行政區第五屆政府就職典禮於2019年12月20日上午10時在澳門東亞運動會體育館隆重舉行。在中共中央總書記兼國家主席習近平監誓下，澳門特別行政區第五任行政長官賀一誠宣誓就職；緊接着，由習近平監誓，澳門特別行政區第五屆政府主要官員和檢察長，在賀一誠帶領下宣誓就職。隨後，在行政長官賀一誠監誓下，澳門特別行政區行政會委員宣誓就職。

### 慶祝酒會
2019年12月20日下午，澳門特別行政區政府於澳門旅遊塔舉行澳門特別行政區成立二十周年慶祝酒會，新上任的行政長官賀一誠致辭時表示，習近平視察了澳門特別行政區，與澳門居民進行了貼心交流與真情互動，深度總結了澳門「一國兩制」實踐的特色、亮點和重要經驗，描繪了澳門新的發展藍圖，體現了中央對澳門的高度關愛與親切關懷，為澳門帶來了新發展機遇和注入了新發展動能。作為行政長官將與新一屆特區政府認真貫徹落實習近平的指示要求，推進具有澳門特色「一國兩制」成功實踐行穩致遠。

### 體藝匯演
慶祝澳門特別行政區成立二十周年體藝匯演於2019年12月20日即澳門特區成立二十周年紀念日當天於奧林匹克體育中心-運動場舉行，匯演由澳門特別行政區政府主辦、體育局承辦，活動邀請多名香港歌手包括劉德華、鄭秀文、黎明、C AllStar、菊梓喬、林奕匡、彭永琛、鄧小巧，以及多名澳門優秀運動員一同參與表演。門票安排方面，定價為澳門幣200元，而持有由澳門有權限實體發出的有效身份證明文件者，購票時出示本人之身份證明文件正本可以優惠價澳門幣50元購票。每位市民每次限量購買4張門票，屆時現場不設劃位，只分區域，先到先得，售完即止。為答謝市民的支持，首一百名購票者每人均可獲贈鄭秀文親筆簽名CD一隻。
2019年12月17日，體育局宣佈由於應奧林匹克體育中心運動場內設備、設施出現不穩定狀況，體育局現正對有關裝置進行搶修及檢查工作，原訂於2019年12月20日下午2時舉行的“慶祝澳門特別行政區成立二十周年體藝匯演”，延至當天下午6時舉行。基於活動調整關係，大會將免費開放活動予早前已購票人士。觀眾請於活動當天攜帶門票，並於下午4時30分開始進場。大會為保安原因，入口位置將設置安檢措施，嚴禁觀眾及未經許可的媒體攜帶攝影、錄像器材及未經批准物品進場。
2019年12月20日下午6時，活動成功盛大舉行，體育局宣佈基於活動調整關係，將於2020年1月5日起退款予所有購票人士，退款者必須出示有效之門票正本及身份證明文件，有關退款只限於退回澳門元。

### 煙花匯演
慶祝澳門回歸祖國20周年澳珠煙花匯演是澳門特別行政區政府為慶祝其成立二十周年而所舉辦的大型慶祝活動之一，並首次與珠海市人民政府合辦煙花匯演，主辦單位為澳門特別行政區旅遊局及珠海市橫琴新區管委會，於2022年12月22日晚上9時至晚上9時30分在在澳門旅遊塔對開海面及珠海市橫琴島十字門中央商務區對開海面舉行，更加入無人機和無人船表演元素為這次大型煙花匯演增加特色。

## 其他大型慶祝活動

### 由澳門特區政府舉辦
- 澳門特別行政區政府
  - 澳門回歸20周年對外法律事務研討會及圖片展：與中華人民共和國外交部聯合主辦，外交部駐澳特派員公署支持和協辦，於2019年11月12日舉行[22]
  - “大型科技科普展──科技創新讓生活更美好”展覽：與中國科學技術協會合辦，於澳門科學館舉行[23]
- 旅遊局
  - 澳門農曆新年花車巡遊匯演，冠名為“慶祝澳門特別行政區成立二十周年金豕報歲喜回家2019農曆新年花車匯演＂[24]
  - 澳門國際煙花比賽匯演：以“蓮花二十 煙花三十”為主題，活動增至12隊六個比賽日演出[25]。
  - 「每月旅客抽獎活動慶回歸」：於5月至11月期間，逢每月20日舉行，參與對象為訪澳旅客，有機會贏取精美紀念品，包括本地特色文創磁貼及澳門旅遊吉祥物“麥麥”主題紀念品等[26]。
- 澳門演藝學院：《狼狽行動2.0》，由澳門青年劇團演出，於2019年6月28日及29日上演[27]
- 教育暨青年局：慶祝新中國成立70周年暨澳門回歸祖國20周年學界青年大匯演 - 2019年12月6日及7日[28]
- 文化局：
  - “九九存珍──慶祝澳門回歸祖國二十周年檔案展”[29]
  - “回歸廿載．舞動精彩”國際青年舞蹈節2019：2019年7月20日至25日[30]
  - 澳門國際幻彩大巡遊[31]
  - 回歸及聖誕月系列活動：鄭家大屋粵劇表演、盧家大屋體驗活動、“嶺海攬珍——粵澳珍貴古籍特展”、澳門樂團《星光維也納—新年音樂會》[32]
- 市政署：「龍馬精神」大型機械裝置巡遊[33]
- 澳門基金會
  - “盛世蓮花──慶祝澳門回歸二十周年石灣陶塑珍品展[34]
  - “慶祝澳門回歸20周年——全國殘疾人藝術家澳門邀請展”：2019年5月20日至24日[35]
  - “慶祝中華人民共和國成立70周年暨澳門回歸20周年：南海明珠――全國中國畫、油畫作品展”：2019年10月30日至11月6日，於澳門回歸賀禮陳列館展出[36]
  - 京劇《穆桂英》： 2019年11月10日[37]
  - 喜迎國慶70週年 X 回歸20週年─華夏小靈精家國情懷嘉年華 - 2019年12月7日下午於澳門培正中學舉行[38]
- 體育局
  - “慶祝澳門特別行政區成立二十周年－澳門國際足球邀請賽”：於2019年7月23日上演，由中超球隊廣州富力對當時為英格蘭足球超級聯賽球隊修咸頓[39]。
  - 慶祝澳門特別行政區成立二十周年 – 2019銀河娛樂澳門國際馬拉松[40]
- 法務局
  - “慶祝中華人民共和國成立70周年暨澳門回歸20周年影像及圖片巡展”：於2019年11月至12月期間與澳門多個社團和學校共同舉辦，於同年12月19日結束，以影像及圖片形式分兩部分展出，內容包括中華人民共和國成立70年及澳門回歸20年以來法制建設的珍貴歷史影像與圖片，以及有關粵港澳大灣區建設的介紹[41]。
- 澳門博物館
  - 絲路古憶——西夏文物特展：展期為2019年6月14日至10月6日，與寧夏回族自治區博物館特別籌辦[42]
  - 滄海明珠──澳門城市變遷專題展：於2019年12月28日至2020年4月19日期間在澳門博物館三樓展出[43]。
- 澳門藝術博物館：相關慶祝活動，同時作為澳門藝術博物館20周年館慶活動[44]

### 高等教育
- 澳門理工學院：“風雨同行，共創輝煌──澳門與祖國內地關係七十年暨澳門回歸二十周年”展覽，2019年12月2日至28日[45]
- 澳門大學
  - 《苦盡甘來》全國巡迴演出：由澳門大學學生會戲劇社、澳門霜冰雪創作實驗劇團共同創作，先於2019年11月8日至30日進行粵港澳大灣區高校巡演，12月初至12月20日於北京、上海、杭州等30多個城市進行60多場演出[46]
  - 《回歸之夜》文藝晚會，作為“澳門大學文化藝術節2019＂系列活動的尾曲，邀請北京清華大學及浙江大學的學生藝術團，聯同澳門大學各學生團體共同演出，於2019年12月19日舉行[47]。

### 外地舉辦之活動
- 市政署：2019年中國北京世界園藝博覽會“澳門日”活動，2019年9月22日至24日[48]
- 旅遊局：2019年葡萄牙里斯本旅遊展期間舉行“感受澳門－葡萄牙”大型旅遊推廣活動[49]
- 文化局：“九九存珍──慶祝澳門回歸祖國二十周年圖片展” 里斯本展覽，於2019年10月10日至12月27日在葡萄牙澳門駐里斯本經濟貿易辦事處展出[50]。

### 由本地社會團體舉辦
- 澳門基本法推廣協會“基本法校園壁報設計比賽”[51]
- 中華文化交流協會：“澳門新八景”全球票選[52]
- 「中國心．澳門情」大型文藝晚會：由澳門28個同鄉聯誼社團共同舉辦，於2019年10月7日晚上8時在塔石廣場舉行[53]
- 慶祝澳門回歸祖國20周年——“點贊澳門”主題活動晚會：於2019年11月2日晚上在澳門巴黎人劇院舉行[54]

## 文藝、電視作品

### 中央廣播電視總台
- CCTV-1：電視劇《澳門人家》（32集）；紀錄片《澳門二十年》（5集）
- CCTV-3：特別節目《情满澳门-纪念澳门回归20周年特别节目》

### 湖南衛視
- 《少年說》：特別節目，海外授權澳門蓮花衛視於2019年12月17日起一連四天起獨家播放[55]。

### 
- 電視劇《灣灣的大彎》（36集）[56]
- 《華夏小靈精家國情懷繪本叢書》：首批圖書包括三輯雙慶主題圖書，藉慶祝中華人民共和國成立70周年暨澳門回歸祖國20周年，於2019年9月出版[57]。
- 《澳門》雜誌 第133期：特增刊「澳門回歸祖國20周年」專題[58]

## 外部連結
- 澳門特別行政區成立二十周年紀念官方網頁 （页面存档备份，存于）